# Балканабат
Балканабат (туркм. Balkanabat, пер. بلخان آباد), бивши назив Небит-Даг, је град на западу Туркменистана и главни град покрајине Балкан. Према подацима из 2011. Балканабат је имао 120.800 становника.

## Опис
Налази се на 600 km северозападно од главног града Ашхабада. Основан је 1933. године као железничка станица Транскаспијске железнице. У касним тридесетим годинама 20. века носио је назив Нефтдаг (рус. нефт = нафта). Град је индустријско седиште за прераду нафте и плина.